# 羅曼·佐布寧
羅曼·佐布寧（俄语：Роман Сергеевич Зобнин；1994年2月11日—）是俄羅斯的一位職業足球運動員。他在場上的位置是中場。佐布寧現在效力於俄羅斯足球超級聯賽球隊莫斯科斯巴达克。他也代表俄羅斯國家足球隊參加國際賽事。

## 外部連結
- Profile by RFPL （页面存档备份，存于）
- 羅曼·佐布寧的Instagram帳戶